# Minuh de Yaoundé
Le Minuh de Yaoundé est un club de handball basé à Yaoundé au Cameroun. Il s'agit du club du ministère de l'Urbanisme et de l'Habitat.

## Palmarès
- Coupe d'Afrique des vainqueurs de coupe masculine
  - Vainqueur : 2002 et 2006
  - Finaliste : 2009
  - Troisième : 2000, 2004 et 2010

- Supercoupe d'Afrique masculine
  - Finaliste : 2003